# لیگ ملی فوتبال انگلستان
لیگ ملی فوتبال انگلستان (به انگلیسی: National league) پنجمین لیگ معتبر انگلستان است که در سال ۱۹۷۹ میلادی راه‌اندازی شده‌است.
تیم‌های صعودکننده این لیگ به لیگ دو فوتبال انگلستان راه میابند و تیم‌های سقوط‌کننده نیز به لیگ ملی شمال فوتبال انگلستان و لیگ ملی جنوب فوتبال انگلستان تنزل می‌یابند.